# 神秘符號
〈神秘符號〉是英國廣播公司（BBC）推出的英國電視劇《新福爾摩斯》第1季的第2集，於2010年8月1日透過BBC One和BBC HD首播；該集由史蒂芬·湯普森編劇，並由尤若斯·林恩執導。劇中的部分劇情改編自由柯南·道爾撰寫的福爾摩斯小說《恐怖谷》（1914年）及《小舞人探案》（1903年），講述（班奈狄克·康柏拜區飾演）與華生（馬丁·費里曼飾演）聯手偵查兩起兇殺案，但隨著案情的演進，兩人發現，一個勢力龐大的走私集團涉及其中。
編劇湯普森在開始編劇前對中國文化進行了一番研究。該集的取景地點包含倫敦的42大廈、亨格福德橋、唐人街及特拉法加廣場等地。〈不識貨的行員〉在播出後取得相當高的評價，播出當晚共有640萬人觀看該節目，收視率佔25.6%，評論家多稱讚演員的表現、導演對角色的詮釋及劇情，但該集的開場受到了部分評論家的詬病。

## 劇情
該集以一名叫姚素琳的女子在博物館为遊客示范茶藝開場，但不久後，姚素琳像是發現了什麼事情，此后便再也沒有去上班。同時，一貧如洗的華生希望能找到一份工作以維持生計。一天，帶華生到夏德山德森銀行（Shad Shanderson）。該銀行的高級職員賽布·威爾克斯（Sebastian Wilkes）是福爾摩斯在大學時的相識，威爾克斯告訴兩人他的辦公室曾被人闖入，卻沒有任何財物損失，只是办公室出现了多个塗鴉。故此，他希望查出是誰所為及有何用意，並表示如兩人能查明真相便可得到厚酬。福爾摩斯認為這些塗鴉其實是有意義的圖案，並相信這些圖案並非給威爾克斯看，而是給負責香港業務的艾迪·范孔恩（Eddie Van Coon）看，因為只有從他的坐位才能看到這些圖案。
為深入了解此事，福爾摩斯和華生闖入范孔恩緊鎖的家中，卻發現他已死亡。两人随后報警，警方認為范孔恩是死於自殺，但福爾摩斯根據環境證據指稱是他殺。不久後，記者布萊恩·路奇斯（Brian Lukis）也在其緊鎖的家中被殺。福爾摩斯对這兩起兇殺案很有兴趣，並決定插手此事。同時，繼續找工作的華生則被一家診所聘請為家庭醫生，並認識了同事莎拉·索耶（Sarah Sawyer），對她頗有好感。
找到工作後，華生早上上班，下班後則與福爾摩斯徹查這兩起兇殺案。他們隨後發現，兩名死者都曾到過中國，並時常出入英国一家位於唐人街的古玩店。接著，華生發現這些奇怪的圖形其實是蘇州碼子。福爾摩斯闖進姚素琳的家中，卻發現她已離開了數天。同時，他又發現姚素琳的家中躲藏著一个人。這時，此人攻擊了福爾摩斯，並迅速逃離現場。
福爾摩斯在與華生會合後前去尋找塗鴉藝術家拉茲（Raz）的幫助。在拉茲的協助下，兩人發現某鐵路轨道旁的一面牆上有大量蘇州碼子图案。深夜，兩人回到博物館，卻發現姚素琳躲在一角。她解釋道，這些蘇州碼子是中國幫會黑蓮會的暗號，她與其兄曾在年少時因貧窮而加入這幫會，後來她脫離幫會，並來到英國，但其兄還是幫會成員。福爾摩斯相信范孔恩和路奇斯也是黑蓮會的成員，他們負責為組織走私文物，但因偷了某物而被殺。
福爾摩斯繼續分析，他指出這些蘇州碼子是要給范孔恩和路奇斯看的，其暗指某本書中的某一字詞。於是，福爾摩斯和華生試圖找出「一本於倫敦人人都會讀到的書」。首日，兩人一無所獲。華生決定和索耶一同去欣賞中國馬戲，福爾摩斯緊隨其後。歸家途中，華生和索耶被黑蓮會成員綁架。因一連串的巧合，幫會成員誤以為華生是福爾摩斯，並認為福爾摩斯從姚素琳手中接過一樣寶物。華生當然否認自己是福爾摩斯，又說沒有什麼寶物在手。
此時，真正的福爾摩斯來到，他終於得悉這部人人都會讀到的書其實是指一部名為《倫敦街道地圖A-Z》的指南，而范孔恩和路奇斯讀到的字是「死」。因此，這兩人死前才會躲在家中，足不出戶。與此同時，福爾摩斯帶來的警隊救了華生和索耶，並逮捕了一些幫會成員。最後，成功逃脫的黑蓮會領袖單女士通過電腦與一名為M的男子對話，不停承諾不會泄露對方的身份。M表示「我可以肯定」，随后單女士就遭到狙击手射杀。至於那件寶物——明朝的髮簪，范孔恩在偷偷帶回國後就送給了他的秘書女友。

## 製作

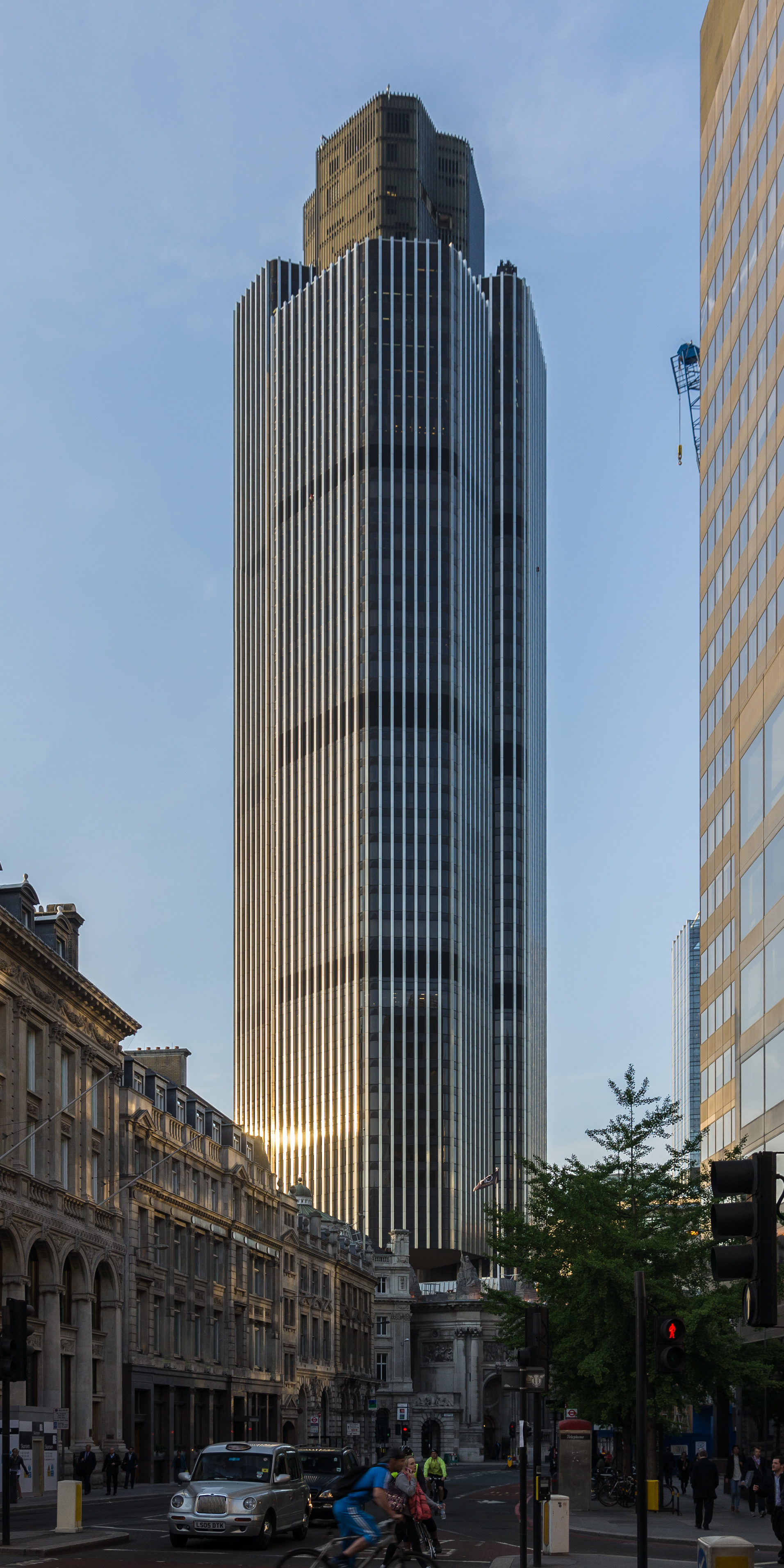
夏德山德森銀行的取景地點——倫敦的42大廈

〈不識貨的行員〉由尤若斯·林恩執導，史蒂芬·湯普森編劇。劇中摩登的夏德山德森銀行與中國幫會元素形成強烈的對比，湯普森表示：「馬克·加蒂斯建議我加入這些情節，讓這集的視覺韻味更加濃烈。」:75此外，湯普森還特別前往英國劍橋的菲茨威廉博物館研究古代的中國藝品、語言及數字系統:75。在研究完後，湯普森開始撰寫劇本:80。在原先的劇本當中，有一段華生將賽布·威爾克斯給的報酬以姚素琳的名義捐給國家古物博物館，而福爾摩斯則將玉髮簪交給博物館的橋段，但後來被刪去:91。
2010年1月，包含〈不識貨的行員〉在內的3部《新世紀福爾摩斯》分集開拍。該集由史蒂夫·勞斯（Steve Lawes）掌鏡。夏德山德森銀行的橋段於倫敦的42大廈取景:87。製作人蘇·維特指出，該地很靠近另一電視劇《血洗白教堂》的拍攝地點，車水馬龍，得不斷隱藏及偽裝:87。湯普森稱讚了在42大廈取景的效果，「42大廈本身的宏偉規模就充滿戲劇性，（……）他們選的取景地點相當完美。」:87-90此外，該集亦有在亨格福德橋:37、唐人街、特拉法加廣場、沙夫茨伯里大街及斯溫西的中央圖書館:92拍攝。姚素琳與安迪·蓋爾布雷思任職的國家古物博物館於卡地夫的國家博物館取景。
劇中有一段福爾摩斯未看著華生就接過華生拋來的筆的橋段。在拍攝這個場景時，飾演福爾摩斯的班奈狄克·康柏拜區透過鏡子來得知筆的位置。康柏拜區與飾演華生的馬丁·費里曼失敗了多次後才成功:3。〈不識貨的行員〉的美術部門繪製了威廉·夏德爵士的肖像（在劇中被噴上塗鴉），夏德山德森銀行的支票也由他們設計:77。該集的剪輯工作由瑪莉·伊凡斯（Mali Evans）負責。

## 出典
〈神秘符號〉取材於《恐怖谷》（1914年）和《小舞人探案》（1903年）這兩部福爾摩斯原著小說，前者是以書作為索引，而後者是以奇怪的圖形為主題。編劇史蒂芬·湯普森表示，他之所以會想以《小舞人探案》當藍本改編，是「因為其內容與密碼有關，而我對解碼很有興趣。我學數學出身，（……）在劇作中沒什麼機會寫到與數學相關的情節。〈不識貨的行員〉的主題在於解碼，所以我能在劇本中加入數字、資料以及解碼的模式」:74-75。劇中也有部分劇情取材自《五枚橘籽》（1892年）。

## 播出與家庭媒體
〈神秘符號〉於2010年8月1日在BBC One和BBC HD首播。英國電影分級委員會（BBFC）把該集分為12級，理由為劇中含有「中度的暴力和少許的性暗示」。播出當晚共有640萬人透過這兩種管道觀看該集，收視率佔25.6%。最終，該集的收視人次達到了807萬:309。〈不識貨的行員〉收錄在於2010年8月30日推出的《新世紀福爾摩斯》第1季DVD中。

## 反響

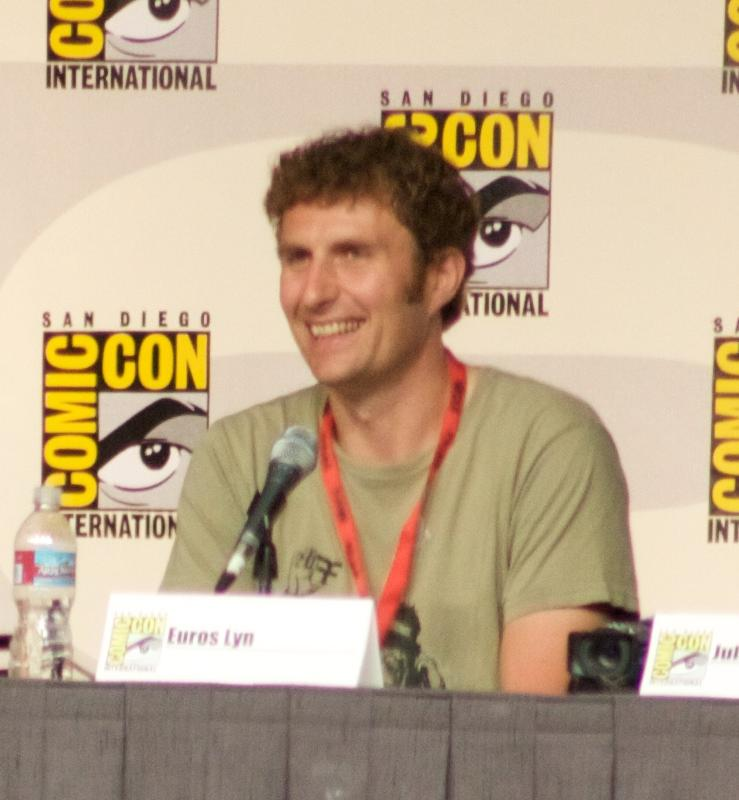
導演尤若斯·林恩對劇中人物的描繪獲得評論家的讚美

該集在播出後獲得影評人的普遍好評。《衛報》的評論家山姆·沃拉斯頓（Sam Wollaston）認為此集比〈連環粉紅命案〉更引人入勝、更仔細且更完整，並稱讚了劇中的恐怖氛圍。《Den of Geek》的賽門·布魯（Simon Brew）認為《不識貨的行員》很「新鮮、有趣且刺激」。《廣播時報》的大衛·波切爾（David Butcher）認為，該集中發揮得最出色的是飾演莎拉·索耶的演員柔伊·泰佛，並期待她會有更多的演出機會。IGN的克里斯·提利（Chris Tilly）給予該集7分（滿分10分）的評價，並稱讚了導演尤若斯·林恩對劇中人物的描繪及班奈狄克·康柏拜區的表現，但他認為，該集的劇情不足以支撐90分鐘，使該集有些冗長。
《影音俱樂部》的約翰·特提（John Teti）給了該集「B+」的評分，並批評了〈不識貨的行員〉的開場，認為這段場景是整集中最糟糕的部分。特提亦表示，雖然該集沒有上一集那般好看，但其配樂卻是極為出眾。TVOvermind的評論家克雷托·巴拉（Crit Obara）給〈不識貨的行員〉的評分為「B-」，認為該集比不上上一集〈連環粉紅命案〉，且有些混亂。儘管如此，巴拉還是稱讚了康柏拜區與馬丁·費里曼兩位主演的演出。《偏鋒雜誌》的彼得·史旺森（Peter Swanson）認為該集「一團糟」。

## 漫畫版
改編日本漫畫《新世紀福爾摩斯 銀行家之死》（SHERLOCK 死を呼ぶ暗号）刊載於角川書店出版的漫畫月刊《Young Ace》，由Jay.作畫，於2014年1月号（2013年12月4日發行）開始連載，2014年7月号完結，單行本全1冊。
| 卷號 | 角川書店     | 角川書店            | 角川書店       | 角川書店            | 台灣角川      | 台灣角川            |
| 卷號 | 發售日期     | ISBN                | 雙語版發售日期 | 雙語版ISBN          | 發售日期      | ISBN                |
| ---- | ------------ | ------------------- | -------------- | ------------------- | ------------- | ------------------- |
| 2    | 2014年6月7日 | ISBN 978-4041211274 | 2016年2月9日   | ISBN 978-4046014276 | 2017年2月18日 | ISBN 978-9864735310 |

## 備註
1. ↑  又譯「銀行家之死」。

## 外部連結
- 在BBC Online了解《The Blind Banker》
- 互联网电影数据库上The Blind Banker的资料（英文）
- 1905电影网上《神探夏洛克：盲目的银行家》的资料（简体中文）